# Schwedler-Hof

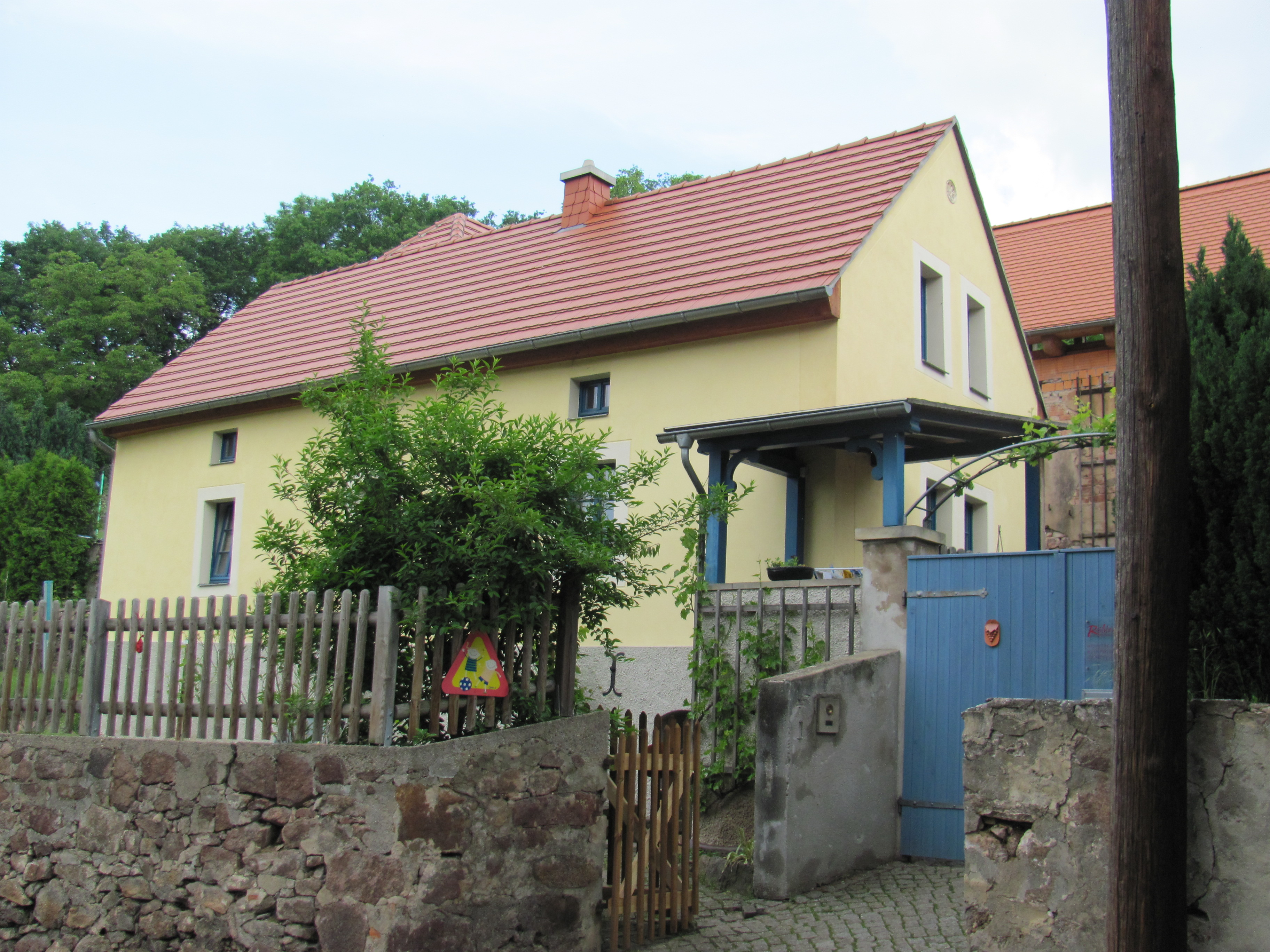
Schwedler-Hof

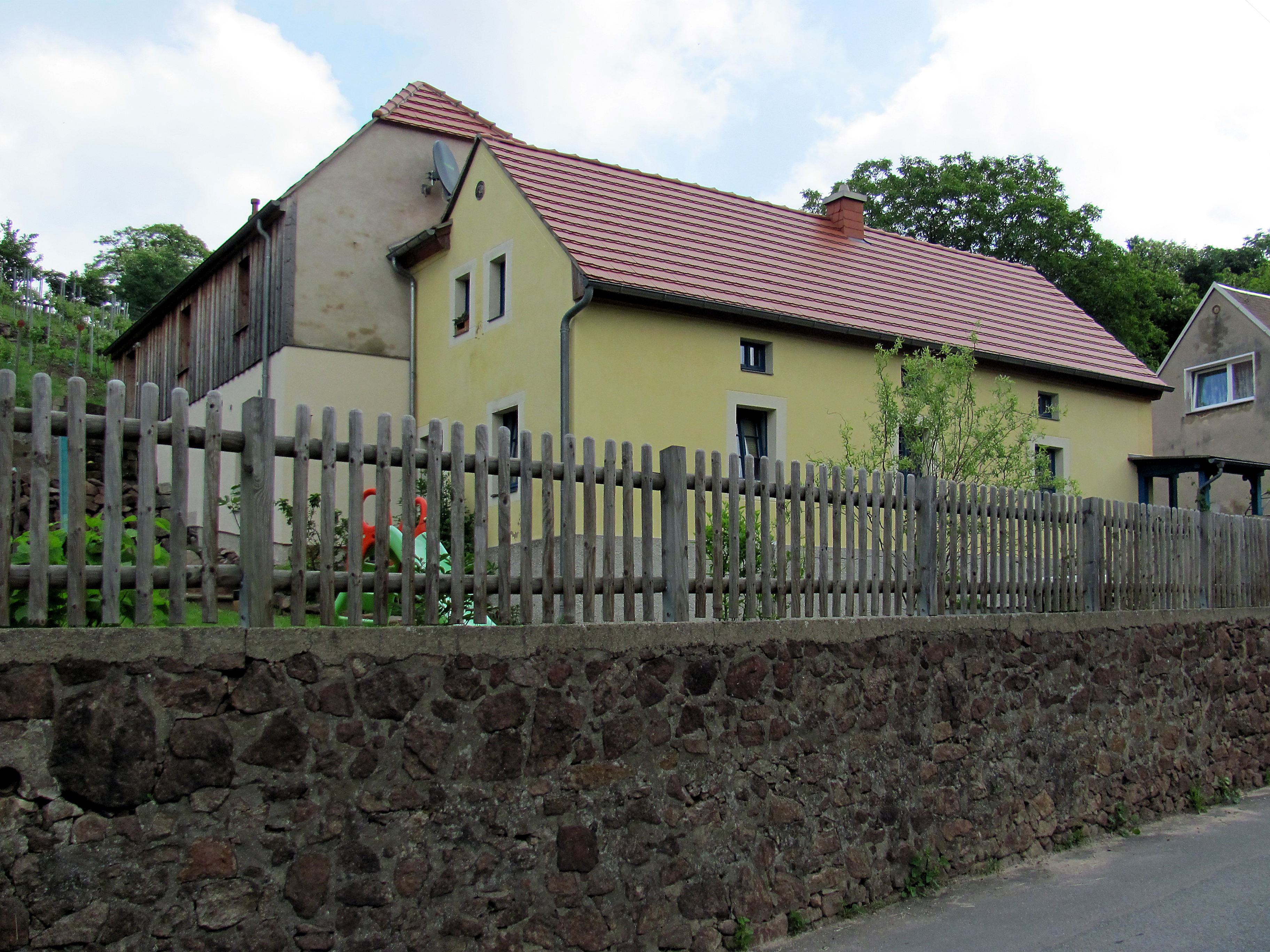
Schwedler-Hof

Der Schwedler-Hof, heute auch Winzerhof Rößler, ist ein ehemaliger Bauernhof im Rietzschkegrund, der heute als Winzerhof mit Straußwirtschaft genutzt wird. Er liegt im Rietzschkegrund 37 im Stadtteil Zitzschewig der sächsischen Stadt Radebeul. Der Weinbaubetrieb mit etwa 0,9 Hektar Rebland liegt in der Lage Radebeuler Johannisberg. Mit einer Durchschnittsertragsmenge von 40 bis 50 hl/ha produziert er Weine aus den Rebsorten Weißburgunder, Grauburgunder, Müller-Thurgau, Riesling, Kerner, Scheurebe, Traminer und Regent.

## Beschreibung
Das eingeschossige, mitsamt Scheune und vorgebauter Laube denkmalgeschützte Bauernhaus steht traufständig zur talseitig gelegenen Straße. Der Putzbau hat einen Drempel sowie ein ziegelgedecktes Satteldach. Auf der Rückseite, zum Berg hin, steht im Rechten Winkel ein nach links angebautes Stall- und Scheunengebäude mit einem einseitigen, ebenfalls ziegelgedeckten Krüppelwalmdach. Auf der Bergseite befindet sich eine Scheuneneinfahrt, die in das Scheunenobergeschoss führt. Unter der Zufahrt befindet sich ein Kellergewölbe.
Rechts befindet sich eine einfache Toreinfahrt mit Pfeilern, die jeweils durch eine Abdeckplatte geschützt werden.

## Geschichte
Johann David Schwedler, nach dem der Hof seinen Namen hat, beantragte im Februar 1879 die Errichtung eines kleinen, freistehenden Nebengebäudes. Damals existierten bereits sowohl das Wohnhaus als auch die Scheune. Im Jahr 1913 erfolgte die Aufstockung des Stall- und Scheunengebäudes.
In den 2000er Jahren erwarb der heutige Eigentümer, der Winzermeister Steffen Rößler, den stark sanierungsbedürftigen Dreiseithof und sanierte ihn, um dort als Winzerhof Rößler ein eigenes Weingut mit Straußwirtschaft zu betreiben. Im Jahr 2011 wurden Trauben von etwa einem Hektar Rebland zu 8000 Flaschen aus mehreren Einzellagen verarbeitet. Die Scheune wird als sogenannte „Weinscheune“ genutzt; sie enthält inzwischen den Weinkeller und das Flaschenlager.